# Солнечная (станция скоростного трамвая)
«Солнечная» (укр. Сонячна) — станция метро в городе Кривой Рог, Украина. Открыта 26 декабря 1986 года. Принимает все маршруты: 1М 2М
3М 4М. До 2007 года носила название «Октябрьская» (укр. Жовтнева). В 2007 году переименована в честь Григория Ивановича Гутовского. С 19 мая 2016 года переименована в рамках кампании по декоммунизации в «Солнечную», по названию микрорайона, рядом с которым она находится.

## Описание
Станция является эстакадной с двумя береговыми платформами. Её длина — 80 метров. Конструктивно повторяет станцию «Мудрёная»: свод держится на двух рядах опор, в верхней части забетонирован, в нижней части между опорами оставлены стеклянные перегородки. Но от «Мудрёной» эта станция отличается тем, что под ней расположен вестибюль, технические помещения и СТП.
Станция географически находится между четырьмя микрорайонами: «Восточный-2», «Восточный-3», «Горняцкий» и «Солнечный». Это последняя станция, до которой курсируют вагоны обоих маршрутов метротрама, что делает станцию самой загруженной на линии. Чтобы узнать, на какую станцию дальше следует маршрут (на конечную станцию линии 1М — «Площадь Труда» или 2М
3М 4М — на «Индустриальную» и далее), нужно обратить внимание на маршрутную табличку трамвая, так как следующую станцию в вагоне объявляют уже при закрытии дверей.

## Галерея
- Вид на станцию с запада
- Вид на станцию с востока
- Вход на станцию
- Платформы станции